# Atienu
Atienu (gr.: Αθηένου lub Αθηαίνου) – miasto i jedna z gmin (gr.: Δήμος) dystryktu Larnaka. Populacja wynosi ok. 4300 mieszkańców (2001).